# Kenichi Fukui
Kenichi Fukui (japonès: 福井 謙一, Fukui Ken'ichi) (Nara, Japó 1918 - Kyoto, 1998) fou un químic i professor universitari japonès guardonat amb el Premi Nobel de Química l'any 1981.

## Biografia
Va néixer el 4 d'octubre de 1918 a la ciutat de Nara, situada a la prefectura del mateix nom. Estudià física i química a la Universitat Imperial de Kyoto, on es llicencià el 1941. Dedicat a la docència, el 1951 fou nomenat catedràtic de fisicoquímica a la mateixa universitat, càrrec que ocupà fins al 1982.
Interessat en les reaccions químiques, centrà els seus treballs en les òrbites frontals observant com les seves propietats de simetria permeten explicar les seves reaccions químiques. L'any 1981 fou guardonat, juntament amb el nord-americà Roald Hoffmann tot i que pels seus treballs independents, per les seves teories sobre el desenvolupament de les reaccions químiques. En 1988 va rebre Gran Cordó de l'Orde del Sol Naixent.